# Новое направление (музыковедение)
Новое направление — устоявшийся в российской музыкальной историографии термин, который охватывает произведения и явления русской духовной музыки, написанные преимущественно с 1895 по 1923 год. Композиторы, относившие себя к этому направлению, противопоставляли себя предыдущим эпохам развития духовной музыки (Бортнянский, Львов, Бахметев, Балакирев и др.), обозначая свои произведения как абсолютно новое явление в работе с одноголосными распевами, методах их обработки, жанровой работе, в корне отличающееся от всех предыдущих эпох духовной музыки партесного и последующего склада. Вместе с тем, композиторами, отнесёнными к числу деятелей данного направления, были подготовлены и теоретические работы, обосновывающие претензии на формирование данного понятия.

## Происхождение термина
Впервые в музыкально-исторической литературе этот термин возникает в статье композитора и историка музыки прот. М. А. Лисицына «О Новом направлении в церковной музыке», переработанной в 1909 году из одноимённого доклада, сделанного композитором на конференции Общества писателей о музыке. В 1913 году в статье «С. В. Смоленский и его роль в Новом направлении русской церковной музыки» А. В. Никольский причислил к числу идеологов этого направления и композитора С. В. Смоленского, обозначив его роль как композитора, стремившегося всячески поддерживать необходимость обращения к древнецерковным напевам на началах, заимствованных из духа и сущности этих напевов.